# Giardino di via Porro e viale Jenner
Il giardino di via Porro e viale Jenner è un'area verde di Milano, sita nel quartiere di Dergano e limitrofa alla cascina Boscaiola. Il giardino, progettato dall'ufficio tecnico comunale, fu aperto al pubblico nel 2000 e ha una superficie di 1 500 m².